# 東晶貿易
東晶貿易株式会社（英：TOSHO Trading Corporation）は、東京都港区に本社を置く企業である。

## 概要
1995年会社設立。Webマーケティングやリスティング広告などのメディア事業を展開しているほか、転職・金融・資格などのインターネットメディアを運営している。
日本だけではなく、中国の天津にも支社を持つ。

## 沿革
- 1995年：会社設立
- 2007年：Webマーケティング事業開始
- 2008年：中国へのオフショア開発事業開始
- 2009年：自社ツールを使ったメディア展開
- 2011年：メディア事業の展開を強化
- 2015年：Yahoo!プロモーション広告 正規代理店
- 2015年：Googleプレミアムパートナー取得
- 2016年：プライバシーマーク取得
- 2017年：ベストベンチャー100に選出
- 2017年：ミッドタウンへオフィスを移転
- 2020年：六本木グランドタワーにオフィスを移転

## 事業内容
- 成功報酬型インターネット集客代行事業
- 広告代理事業
- EC事業
- インターネットメディア事業
- 主なメディア
  - We Smart【ウィースマート】（"人々の心と生活を豊かにする "情報総合メディア）
  - 転職サイト比較plus（300社以上の転職サイトを比較する転職総合メディア）
  - 資格広場（国内のあらゆる資格を比較・紹介する資格総合メディア）
  - 保険のはてな（さまざまな保険の疑問をわかりやすく解説する保険総合メディア）
  - 不動産プラザ（業界最大級の不動産一括査定サイト)

## 受賞履歴
- ベストベンチャー100